# Glympis insipidalis
Glympis insipidalis là một loài bướm đêm trong họ Erebidae.